# Ніколае Андронік
Ніколае Андронік (рум. Nicolae Andronic; *13 травня 1959, село Котюженій-Марі, Сороцький район) — молдовський політичний діяч. Голова Селянської християнсько-демократичної партії Молдови. У 1990-их — депутат Парламенту Республіки Молдова; віцеспікер парламенту Молдови; перший віцепрем'єр Республіки Молдови.

## Біографія
Народився 13 травня 1959 в селі Великі Котюжани Сороцького району Молдавської РСР (нині Шолданештський район Республіки Молдова).
У 1981 закінчив юридичний факультет Кишинівського державного університету.
У 1986 — головний референт юридичного відділу в апараті Президії Верховної Ради Молдавської РСР.
У 1990–1992 — старший консультант керівництва Парламенту Республіки Молдова.
У 1992–1993 — директор служби Президента зі зв'язків з Парламентом Республіки Молдова та канцелярією Уряду Республіки Молдова.
У 1990–1998 — депутат Парламенту Республіки Молдова.
У 1994–1995 — віце-голова парламенту, голова комісії з судово-правовій реформі, член комісії з доопрацювання нової Конституції.
22 травня 1998 — призначений на посаду віце-прем'єра.
У 1999 — перший віце-прем'єр Республіки Молдови.
26 березня 2004 Андронік був обраний головою Селянської християнсько-демократичної партії Молдови.
28 травня 2005 — на VI-й національної конференції прийнято рішення про зміну назви партії в Народно-республіканську партію, а Андронік був обраний головою нової партії.